# IC 582
IC 582 је спирална галаксија у сазвјежђу Лав која се налази на листи објеката дубоког неба у Индекс каталогу.
Деклинација објекта је + 17° 49' 1" а ректасцензија 9h 59m 0,2s. Привидна величина (магнитуда) објекта IC 582 износи 13,9 а фотографска магнитуда 14,6. IC 582 је још познат и под ознакама UGC 5362, MCG 3-26-11, CGCG 93-16, IRAS 09563+1803, PGC 28838.